# Raindrops Keep Fallin' on My Head
Raindrops Keep Fallin' on My Head è una canzone del 1969 scritta da Burt Bacharach e Hal David per il film Butch Cassidy.
Il brano, nella versione eseguita dall'americano B. J. Thomas, ottenne anche un Oscar alla migliore canzone alla cerimonia del 1970. Arrivò al 1º posto della classifica Billboard Hot 100 il 3 gennaio 1970 e vi rimase per quattro settimane consecutive vendendo, già a marzo 1970, due milioni di 45 giri. Giunse in vetta alle classifiche anche in Canada, Norvegia e Australia, mentre in Italia si classificò solo al 31º posto e nel Regno Unito al 38º.
B.J. Thomas racconta di non essere stato scelto per primo come interprete della canzone. Il musicista Burt Bacharach l'aveva composta pensando a Bob Dylan e alla sua estensione vocale, ma non gliela propose sapendo che il cantautore preferiva eseguire brani composti da lui stesso. Il brano fu pertanto offerto a Ray Stevens che preferì interpretare Sunday Mornin' Coming Down e solo successivamente passò a lui, che fu preso alla sprovvista perché affetto da laringite. La versione che si ascolta nel film, incisa in un primo momento negli studi della 20th Century Fox, è infatti caratterizzata da un timbro di voce più rauco, mentre la versione su disco, registrata a New York alcune settimane dopo, è più limpida e fu approvata da Bacharach solo dopo ben sei tentativi giudicati insoddisfacenti.  
Maggior successo commerciale per il duo Bacharach-David, paradossalmente non fu premiato con il Grammy nel 1970 (il premio fu assegnato a Games People Play di Joe South), ma solo nel 2014 si aggiudicò il Grammy Hall of Fame Award.

## Versioni
Tradotto in moltissime lingue e reinciso in numerose versioni, in italiano fu adattato da Cristiano Minellono con il titolo Gocce di pioggia su di me. Le prime a registrarne una versione italiana furono Patty Pravo e Ombretta Colli, a cui fecero seguito Raffaella Carrà, che comunque preferì eseguirla in lingua originale, e Fred Bongusto. 
Tra le circa 150 versioni, si ricordano quelle in francese (Toute la pluie tombe sur moi cantata da Sacha Distel), tedesco (Wenn ich die Regentropfen seh cantata da Gerhard Wendtland e da Caterina Valente), svedese (Regnet det bara oser ner da Siw Malmkvist).
La canzone è diventata poi colonna sonora di molti altri film, come Forrest Gump (1994) Spia e lascia spiare (1996), Spider-Man 2 (2004) e Clerks II (2006). Si può ascoltare il brano anche nell'episodio dei Simpson Niente birra per Homer (episodio 9F14, quarta stagione) e nel primo episodio della seconda stagione di Grey's Anatomy. Si trova una cover interpretata da Umberto Scipione, Serena Autieri e Christian De Sica nel film Il principe abusivo (2013) ed è parafrasata a volte dal bue Alvaro nell’anime Fantazoo.